# Barbacenia nigrimarginata
Barbacenia nigrimarginata är en enhjärtbladig växtart som beskrevs av Lyman Bradford Smith. Barbacenia nigrimarginata ingår i släktet Barbacenia och familjen Velloziaceae. Inga underarter finns listade.